# Imgdal
Imgdal est une commune rurale de la province d'Al Haouz, dans la région de Marrakech-Safi, au Maroc. Elle ne dispose pas de centre urbain mais a pour chef-lieu un village du même nom.
La commune rurale d'Imgdal est située dans le caïdat d'Ouirgane, lui-même situé au sein du cercle d'Asni.

## Histoire
La création de la commune d'Imgdal a lieu en 1992, dans le cadre d'un découpage territoriale qu'a connu le royaume.

## Démographie
La commune d'Imgdal a connu, de 1994 à 2004 (années des derniers recensements), une baisse de population, passant de 5 594 à 5 537 habitants.